# Ferrocarril en Tayikistán

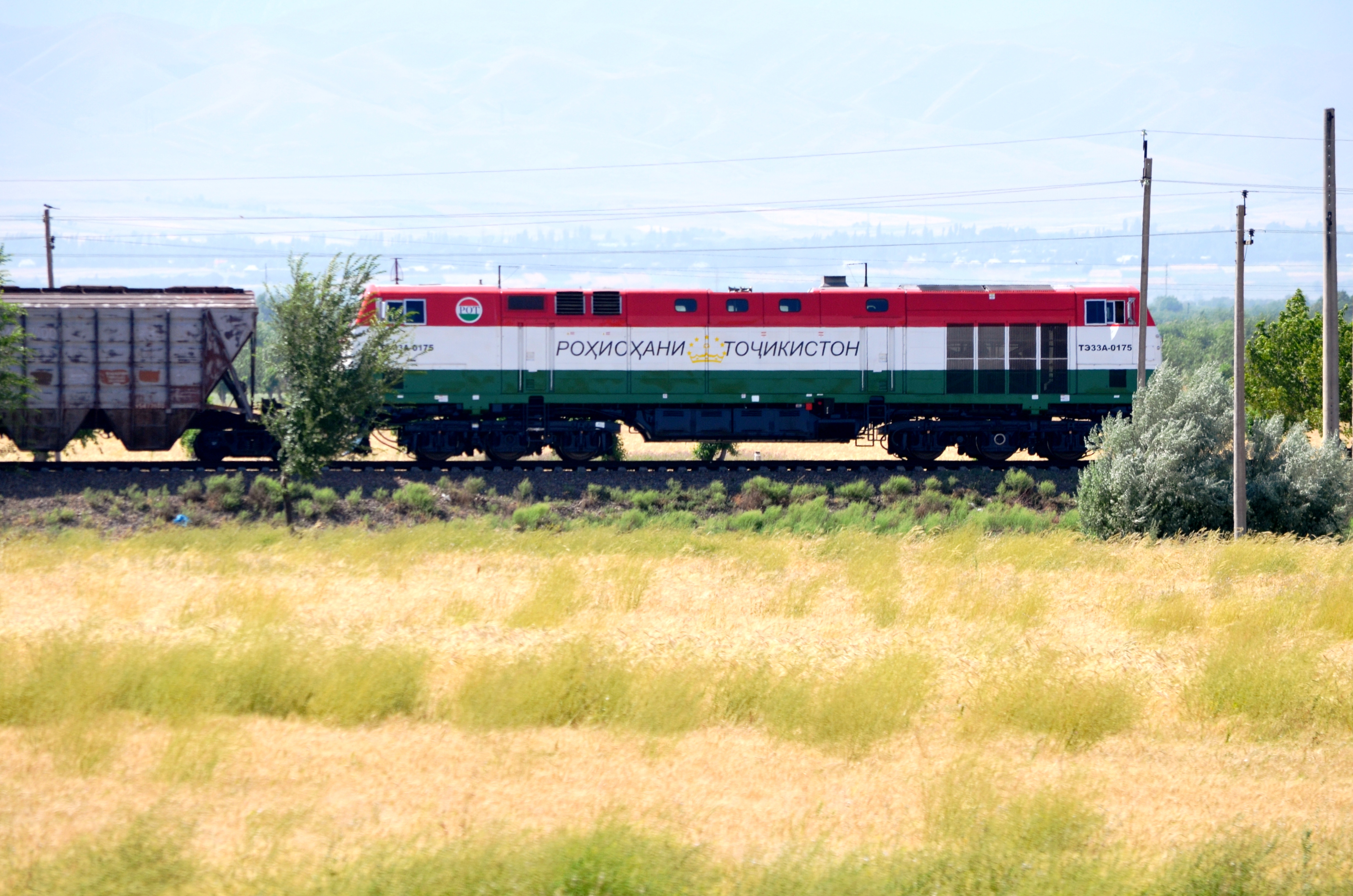
Un tren de la empresa estatal Ferrocarriles Tayikos con una locomotora TE33A.

El transporte ferroviario en Tayikistán es limitado, ya que el sistema ferroviario totaliza solo 680 kilómetros de ferrocarril no electrificado de vía única, todo ello con ancho de vía ruso de 1.520 mm. El sistema conecta los principales centros urbanos del oeste de Tayikistán, con su centro en la estación de Dusambé, con puntos en la vecina Uzbekistán. La empresa estatal Ferrocarriles Tayikos es la encargada de la gestión ferroviaria del país.

## Historia
En 1999, una nueva línea conectó las ciudades del sur de Qurghonteppa y Kulob. En 2016, otra línea conectó ambas ciudades con la capital Dusambé, uniendo así las redes ferroviarias meridionales y centrales. La rama norte alrededor de Khujand permanece físicamente desconectada de esta red ferroviaria tayika principal, accesible solo a través de un largo tránsito a través de Uzbekistán. A partir de 2017, el servicio de pasajeros sigue limitado a trenes internacionales poco frecuentes desde Dusambé y Khujand a Moscú, un tren semanal desde Dusambé a Khujand (a través de Uzbekistán), así como un servicio local entre Dusambé y la localidad uzbeka de Pakhtaabad (diariamente) y Kulyob/Shahrtuz (dos veces a la semana).

## Problemas
El tránsito de pasajeros a través de Tayikistán se ha visto obstaculizado por fallas periódicas de los ferrocarriles de Tayikistán para pagar las tarifas de tránsito y por cuestiones de seguridad.
Un acuerdo en 2009 entre los jefes de Estado de Pakistán, Tayikistán y Afganistán modernizará partes del sistema ferroviario de Tayikistán para permitir un mayor comercio entre los países de Asia Central.